# Marmo Cezar
Antônio da Rocha Marmo Cezar (Osasco, 10 de novembro de 1952), mais conhecido como Marmo Cezar ou apenas Cezar, é um político brasileiro, filiado ao Republicanos.
Foi eleito para o cargo de deputado estadual pelo estado de São Paulo para a 19ª Legislatura.

## Trajetória
Eleito na eleição municipal de Santana de Parnaíba em 2012, foi prefeito do município entre 1 de janeiro a 1 de dezembro de 2013, quando teve o seu mandato cassado pelo Tribunal Superior Eleitoral, com base na Lei da Ficha Limpa. Em virtude de sua cassação, a Prefeitura foi assumida interinamente por seu filho, Elvis Cezar, então presidente da Câmara dos Vereadores, que disputou e venceu as eleições suplementares para a escolha de um novo prefeito, realizadas em 1 de dezembro de 2013.
Nas eleições estaduais em São Paulo em 2018, foi candidato a deputado estadual pelo PSDB, tendo sido eleito com 84.657 votos. Os eleitos para 19ª Legislatura  na Assembleia Legislativa de São Paulo tomaram posse no dia 15 de março de 2019.